# 夏本あさみ
夏本 あさみ（なつもと あさみ、1993年〈平成5年〉7月1日 - ）は、日本の女性アイドル、グラビアアイドル、レースクイーン。放プリユースの元メンバー。愛称は「あしゃみん」。

## 略歴
京都府出身。子供の頃からアイドルに憧れており、高校生の頃に大阪でスカウトされたが、芸能一本で食べていくのは無理だろうと手に職をつけるべくエステ系専門学校卒業後、20歳のときに上京し、タレント活動を開始。22歳の時からアイドル活動を開始。アイドルユニット「ハート×ストリングス」での活動・解散を経て、24歳で「放課後プリンセス」の候補生ユニット「放プリユース」に加入したが、体調を崩したために卒業。グラビアアイドルとして再始動。後年のインタビューでは音痴だと判明してこの道はやめておこうと思ったと述懐している。
2018年1月1日、自身のTwitter（現・X）で「夏本あさみ」として活動することを報告。AbemaTVの「全日本グラドル柔軟女王コンテスト」で初代女王となり、イメージビデオやTwitterで身体の柔軟性から魅せる身体のラインが話題となる。また、「ミスiD 2019 動物園賞」を受賞。
レーシングチーム「PACIFIC RACING TEAM」のレースクイーンユニット『Pacific Fairies』の2019シーズンメンバーに選出され、映画『初恋スケッチ 〜まいっちんぐマチコ先生〜』の女生徒役などに出演している。
2020年6月4日、同年5月22日から6月1日まで『週刊ポスト』と『NEWSポストセブン』のコラボレーション企画として行われた「ハイレグが日本一似合うグラドル総選挙」（総得票数：7,161票）にて、1,904票を獲得して1位となり、“令和のハイレグクイーン”の称号を手にした。
近年は競馬にハマり、一口馬主となるなどUMAJOとしても注目を集め、2023年4月2日には、オーナーとして、競馬カフェ「ASANO CAFE」をオープンし、日曜日限定で一年間営業した。
2023年6月30日、グラビアアイドルとしての夢であった、書籍の写真集「ラストシーン」を発売した。
2024年9月4日、結婚したことを自身のX（旧Twitter）にて報告、結婚に伴うグラビアアイドルからの卒業については言及していないが、芸能活動自体については「これからもお仕事はいただける限り、頑張ります。」とした。

## 人物
- 趣味は、ワンちゃんとお出かけ、デパコス売り場巡回、ゲーム[6]。特技は、スポーツ、ネイル（検定3級）、着付け、料理、メイク（資格あり）、認定エステティシャン[6]。
- 軟体体操により[29]、身体が柔軟であることがセールスポイントで、90度腰を反らせるポーズを「あさみライン」と命名している[13][30][31]。川崎あやのようなスレンダーなグラドルとして、トップを目指している[13][30]。前述のABEMA『【全日本○○グラドルコンテスト】アビリティ』出演から軟体をピックアップしたオファーが多く集まり、人気に火が付いたと自己分析している[11]。
- 芸能界のあこがれは「SMAP」に会いたかった一念であり[32]、この思いは後述のように中居正広の冠番組出演で夢がかなった[11]。その後草彅剛とも対面を果たしている[11][33]。
- 本格的なグラビアアイドル活動は25歳と遅咲きであるため、SNSを活用し、トライアンドエラーで「必ずしも露出が高いわけではなく、余韻と隙間を残す」現在のスタイルを構築。撮影現場では積極的に意見を出し、プロ意識とプロデュース能力が高いと評を得ている[32]。
- 家族構成は妹が2人いる長女[11]。

## 出演

### レースクイーン
- SUPER GT300「PACIFIC RACING TEAM 2019」 - 「Pacific Fairies2019」[20][21]

### イベント
- ニッポン放送 THEラジオパーク in 日比谷 2018（2018年4月29日 - 30日、ニッポン放送） - FM93ガールズ[34]
- アイドル横丁夏まつり!!〜2018〜（2018年7月7・8日、アイドル横丁） - グラドル横丁[35]
- ニッポン放送 THEラジオパーク in 日比谷 2019（2018年4月27日 - 28日、ニッポン放送） - FM93ガールズ[36]

### 映画
- 『初恋スケッチ 〜まいっちんぐマチコ先生〜』（2018年9月8日、らんくう） - 女生徒あずみ 役[22][23]

### 舞台
- 朗読劇『Greif2』（2019年8月29日 - 9月1日、千本桜ホール）[37][38]

### テレビ
- 村上マヨネーズのツッコませて頂きます!（2018年12月10日、関西テレビ）[39]
- お願い!ランキング（2019年1月28日、テレビ朝日） - 「私って美人ですよね？」ゲスト[17][40]
- 中居くん決めて!大好きな彼との夜が上手くいかない女性がマジ相談!（2019年3月11日、TBS）[41]
- 全力坂（2019年7月30日・8月9日、テレビ朝日）[42]
- クロ女子白書（2019年9月5・12日、福岡放送）[43][44][45]

### WEB配信
- 【全日本○○グラドルコンテスト】アビリティ（2018年11月18日・2019年2月10・17・24日・3月24・31日、AbemaTV）[注 3]
- ヒロミ・指原の“恋のお世話始めました” #87[48]（2022年8月7日、AbemaTV）

## 作品

### イメージビデオ
- 田中あさみ/見習いプリンセス（2017年4月30日、イーネットフロンティア）[49]
- 夏恋（2018年6月20日、ラインコミュニケーションズ）[6]
- 先生って呼ばないで（2018年12月20日、ギルド）[9][50]
- 夏まで待てない！（2019年4月20日、ラインコミュニケーションズ）[51]
- かわいいって知ってます（2019年11月21日、ギルド）[52]
- あさみライン（2020年4月20日、ラインコミュニケーションズ）[53][54]
- 私のオトナ部分（2020年12月25日、エアーコントロール）[55][56][57]
- KISS EX 夏本あさみ（2022年11月15日以降順次配信[58]、SODクリエイト[59]）
- 妄想スキャンダル（2023年8月23日、エアーコントロール）[60]

### イメージVR
- あしゃみん先生 ふたりだけの課外授業編（2018年10月27日、竹書房）[61]
- あしゃみん先生 ホテル編（2018年10月27日、竹書房）
- あしゃみん先生 テストのごほうび編（2018年10月27日、竹書房）
- 夏本あさみが彼氏のコスプレ趣味に付き合うのはベッドでのご褒美のため、そういう世界。（2020年9月27日、FANTASTICA）[62]
- 夏本あさみがパーソナルトレーナーを呼ぶのはキミに逢うための口実、そんな世界。（2020年9月27日、FANTASTICA）

### 写真集
- 夏本あさみ1st写真集 ラストシーン（2023年6月30日、KADOKAWA、撮影：たむらとも）

### デジタル写真集
- sabra net e-book
  - おかえり! 夏本あさみDX（2019年8月23日、小学館）
  - あしゃみんらぶ 夏本あさみDX（2019年12月20日、小学館）
  - アサミミクス 夏本あさみDX（2020年3月27日、小学館）
  - あしゃみん教 夏本あさみDX（2020年5月15日、小学館）
- 週刊現代デジタル写真集
  - 「Sunshine」（2020年12月4日、講談社）
  - 「朱夏」（2020年12月4日、講談社）
- 「夏恋」（2018年8月31日、ラインコミュニケーションズ）
- 「まんまる果実」（2019年2月1日、アイロゴス）
- 「はにかみ」（2019年3月5日、ギルド）
- 「妄想CA」（2019年3月8日、アイロゴス）
- 「ちょっぴりオトナ」（2019年3月9日、ギルド）
- 「かれん」（2019年4月10日、ギルド）
- 「桃尻 個人レッスン」（2019年4月12日、アイロゴス）
- 「秘密のアフター５」（2019年4月24日、ギルド）
- 「バニーなあさみライン」（2019年5月17日、アイロゴス）
- 「夏まで待てない！」（2019年9月6日、ラインコミュニケーションズ）
- 「夏本あさみ BEST vol.1 必撮！まるごと☆」（2019年11月8日、アイロゴス）
- 「あざかわ」（2020年4月6日、ギルド）
- 「あしゃみんstyle」（2020年5月11日、ギルド）
- 「彼女のたくらみ」（2020年7月13日、ギルド）
- 「ハイレグの女王様」（2020年8月3日、週間ポスト（小学館））
- 「あさみライン」（2020年11月5日、ラインコミュニケーションズ）
- 「夏まで待てない！+あさみライン」（2021年12月13日、ラインコミュニケーションズ）
- 「ドキドキ」（2022年7月15日、ギルド）
- 夏本あさみ1st写真集 ラストシーン（2023年6月30日、KADOKAWA）※表紙アザーカット&撮りおろし別カット6ページ&直筆のメッセージ付き

### カレンダー
- 夏本あさみ 2020年カレンダー（2019年10月26日、トライエックス）